# فدراسیون جهانی لژسواری
فدراسیون جهانی لژسواری (انگلیسی: International Luge Federation) نهاد اداره‌کننده مسابقات لژسواری در سطح جهان است.
این سازمان در سال ۱۹۵۷ تأسیس شده و مقر آن زالتسبورگ، اتریش است.